# Navaconcejo
Navaconcejo è un comune spagnolo di 2 170 abitanti situato nella comunità autonoma dell'Estremadura.